# Trentepohlia (Mongoma) kinabaluensis
Trentepohlia (Mongoma) kinabaluensis is een tweevleugelige uit de familie steltmuggen (Limoniidae). De soort komt voor in het Oriëntaals gebied.